# Seamer (Scarborough)
Pour les articles homonymes, voir Seamer.
Seamer est un village et une paroisse civile du Yorkshire du Nord, en Angleterre.